# John Wilkinson Taylor
John Wilkinson Taylor (Covington, 2 settembre 1906 – Denver, 11 dicembre 2001) è stato un educatore statunitense.

## Biografia
Dal 1947 al 1949 ha ricoperto la carica di presidente della University of Louisville. Tra il 1952 ed il 1953 è stato direttore generale dell'UNESCO, in seguito alle dimissioni di Jaime Torres Bodet.
| Controllo di autorità | VIAF (EN) 305855532 · GND (DE) 1045112755 |